# Toyota Corona EXiV
Der Corona EXiV (japanisch: コロナEXiV) ist ein PKW-Modell der japanischen Automobilmarke Toyota, welcher als ein Nachfolger des Corona T150/T160 im neuseeländischen Thames vom Band rollte und sowohl in Neuseeland als auch in Japan offiziell angeboten wurde. Die Abkürzung EXiV ergab sich aus: EXtra impressiVe.

## Modellübersicht

### Erste Generation
Entwickelt wurde der EXiV auf der Plattform des Corona GT-R und dem des Carina ED. Wert legte die Toyota Motor Corporation auf das sportliche Design der Limousine. Im Innenbereich wurde auf Luxus konsequent verzichtet. So sind die Bezüge aus Stoff und es herrschen Plastikelemente vor. Außer Klimaanlage und Radio mit Kassettenspieler gab es keine weiteren Standardausstattungen. Dennoch war auch Qualität bei dem neuen Prestigemodell ein wichtiges Thema auf das großer Wert gelegt wurde.
Als Sonderausstattung gab es ein Sonnendach, ABS, Sportschaltung und eine Klimaautomatik. Trotzdem wurde der Corona EXiV preislich über den normalen Corona-Modellen angesiedelt. Eine Weltneuheit war das 2WD/4WD-System, das in diesem Fahrzeug das erste Mal serienmäßig eingebaut wurde. Mit dem Knopf Dual Mode war es damit dem Fahrer möglich das Fahrzeug von Vorderradantrieb auf Allradantrieb umzuschalten. In der Automatikversion gab es des Weiteren eine Programmwahl. Damit konnte zwischen drei verschiedenen Stufen gewählt werden. Economy City Mode (E) war speziell für das Anlassen sowie für Fahrten innerhalb der Städte und Ortschaften gedacht. Die Gangschaltung war so eingestellt, dass das Fahrzeug möglichst schnell in die hohen Gänge schaltet, um in einem möglichst niedrigen Drehzahlbereich zu bleiben und den Kraftstoffverbrauch zu minimieren. Zur Regelung der Einspritzung hatte Toyota dafür eine spezielle Motorsteuerung entwickeln lassen. Road Driving Mode (D) war die zweite Stufe. Für Fahrten von 60 bis 100 km/h war dieser für die Fahrten auf Straßen außerhalb öffentlicher Ortschaften konzipiert. Für Autobahnen hingegen konnte der Fahrer für eine schnellere Beschleunigung auf Speedway Drive Mode (S) umschalten. In diesem war der Kraftstoffverbrauch am größten, da die ECU-Regelung derweilen ausgesetzt wurde.
Bei der Einführung des Corona EXiV standen folgende Motoren zur Auswahl:
- 4S-Fi mit einem Hubraum von etwa 1,8 L und einer Leistung von 105 PS
- 3S-FE mit einem Hubraum von etwa 2,0 L und einer Leistung von 125 PS
- 3S-GE mit einem Hubraum von etwa 2,0 L und einer Leistung von 165 PS

Im August 1990 wurde die Leistungen einiger Motoren verbessert und es entstand folgende Auswahl:
- 4S-FE mit einem Hubraum von etwa 1,8 L und einer Leistung von 115 PS
- 3S-FE mit einem Hubraum von etwa 2,0 L und einer Leistung von 140 PS
- 3S-GE mit einem Hubraum von etwa 2,0 L und einer Leistung von 165 PS

Bis Oktober 1993 blieb das Modell nahezu unverändert in Produktion. Die Ablösung der zweiten Generation erfolgte im Oktober 1993.

### Zweite Generation
Auch bei der zweiten Generation sind die Celica und der Carina ED die offiziellen Schwestermodelle. Mit der Generation führte Toyota den Corona EXiV Hard Top ein. Dies war ein Coupémodell mit Lederausstattung und wurde in der GT-FOUR-Version 1994 auf der Japan Touring Car Championship (JTCC) ins Rennen geschickt. Mit dem EXiV konnte der 3. Platz belegt werden. Infolge dieser Leistung wurde die Steuer für dieses Modell sowohl in Neuseeland als auch in Japan drastisch erhöht. Daraufhin resultierte ein erheblicher Umsatzrückgang.
Folgende Motoren standen zur Auswahl:
- 4S-FE mit einem Hubraum von etwa 1,8 L und einer Leistung von 125 PS
- 3S-FE mit einem Hubraum von etwa 2,0 L und einer Leistung von 140 PS
- 3S-GE mit einem Hubraum von etwa 2,0 L und einer Leistung von 170 PS (2WD AT)
- 3S-GE mit einem Hubraum von etwa 2,0 L und einer Leistung von 180 PS (2WD MT)
- 3S-GE mit einem Hubraum von etwa 2,0 L und einer Leistung von 165 PS (4WD AT)
- 3S-GE mit einem Hubraum von etwa 2,0 L und einer Leistung von 175 PS (4WD MT)

September 1995 wurde der Fahrerairbag bei der neuen Generation eine Standardausrüstung. Ebenso bekam das Modell neue Türen und Lampen, Zentralverriegelung mit Fernbedienung, Tempomat sowie eine Klimaautomatik. Dennoch konnten diese Verbesserung die einst wirtschaftliche Stabilität des Unternehmens in Neuseeland nicht wiederherstellen. Die Absätze blieben weiterhin schleppend.
Toyota New Zealand machte nun im Juni 1996 seinen letzten Versuch den Corona EXiV für Kunden attraktiver zu machen. So wurden nun auch ABS, Beifahrerairbag und gar ein Start-Knopf als Standard eingebaut. Doch die wirtschaftliche Lage des Unternehmens wurde immer kritischer.
Nachdem der Corona EXiV bereits im Dezember 1997 aus der Toyota-Modellpalette Japans gestrichen wurde, war der Untergang von Toyota New Zealand besiegelt. Trotzdem wurde das Modell bis April 1998 weitergebaut. Anschließend wurde das Werk in Thames geschlossen und Toyota New Zealand war von nun an nur noch ein Importeur.